# 토니 해들리
토니 해들리(Tony Hadley, 1960년 6월 2일 ~ )는 잉글랜드의 싱어송라이터이자 뮤지컬 배우이다.
1979년 록 밴드 스팬도 발레의 보컬리스트로 가수 첫 데뷔하였고 그 시절에 《True》라는 곡이 히트하였다. 이후 1992년에는 솔로 가수로 데뷔하였고 1995년에는 배우로 데뷔하였으며 이듬해 1996년에는 뮤지컬 배우로 데뷔하였다.